# Cryptops compositus
Cryptops compositus är en mångfotingart som beskrevs av Chamberlin 1952. Cryptops compositus ingår i släktet Cryptops och familjen Cryptopidae.
Artens utbredningsområde är Turkiet. Inga underarter finns listade i Catalogue of Life.